# Sabiaceae
A Sabiaceae a valódi kétszikűek próteavirágúak rendjébe sorolt növénycsalád. Képviselői Dél-Ázsia és az amerikai kontinens trópusi és meleg mérsékelt éghajlatú területein őshonosak.
A Cronquist-rendszer a családot a Ranunculales rendben írta le, újabb rendszerezések saját, egyetlen családot tartalmazó rendbe sorolták (Sabiales), az APG III-rendszer osztályozása rendbe nem sorolja, hanem az eudicots alapi helyzetű leszármazási vonalába helyezi a családot, végül az APG IV-rendszer a próteavirágúak között helyezi el.
A Sabiaceae három nemzetség mintegy 160 fás szárú fajából áll. A Sabia nemzetség fajai többnyire liánok, a Meliosma és Ophiocaryon nemzetségben pedig többnyire fák és cserjék találhatók; az utóbbi kettőt egyesek (pl. a Dahlgren-rendszer) Meliosmaceae néven külön családba vonják össze.

## Fordítás
- Ez a szócikk részben vagy egészben a Sabiaceae című angol Wikipédia-szócikk ezen változatának fordításán alapul.  Az eredeti cikk szerkesztőit annak laptörténete sorolja fel. Ez a jelzés csupán a megfogalmazás eredetét és a szerzői jogokat jelzi, nem szolgál a cikkben szereplő információk forrásmegjelöléseként.